# Усов Павло Олексійович
Павло́ Олексі́йович У́сов (рос. Павел Алексеевич Усов; 12 липня 1900, місто Кунгур, тепер Пермський край, Російська Федерація — 31 січня 1988, Одеса, Українська РСР) — радянський військово-політичний діяч, член Військової ради Одеського військового округа, генерал-лейтенант (1954). Кандидат у члени ЦК КПУ у вересні 1952 — лютому 1960 року. Депутат Верховної Ради УРСР 4-го скликання.

## Життєпис
Народився в селянській родині. Закінчив реальне училище.
З червня 1918 по 1927 рік — у Червоній армії. Учасник Громадянської війни у Росії, воював проти військ адмірала Колчака. Служив політичним керівником кулькоманди 2-го батальйону 11-го Алма-Атинського стрілецького полку 4-ї Туркестанської стрілецької дивізії.
Член РКП(б) з листопада 1919 року.
Пічсля демобілізації перебував на партійній роботі в Талди-Курганському повіті, працював на керівній роботі в шкільному відділі обласного комітету КП(б) Казахстану. З травня 1937 року — директор обласних партійних курсів у місті Петропавловську Казахської РСР.
З серпня 1941 року — в Червоній армії, учасник німецько-радянської війни. У 1941—1942 роках — на політичній роботі в штабі армійської оперативної групи на Карельському фронті. У 1942 — лютому 1944 року — начальник політичного відділу 38‑ї армії Воронезького та 1-го Українського фронтів. У лютому 1944 — 1945 року — заступник начальника політичного управління 1-го Українського фронту.
Після війни — на командній військово-політичній роботі в Центральній групі радянських військ.
У квітні 1948 — квітні 1949 року — член Військової ради Південно-Уральського військового округа.
У липні 1952 — листопаді 1956 року — член Військової ради Одеського військового округа.
У 1957 році вийшов у відставку, проживав в Одесі. Похований на 2-му Християнському цвинтарі міста Одеси.

### Військові звання
- полковник;
- генерал-майор (19.09.1944);
- генерал-лейтенант (31.05.1954).

## Нагороди
- орден Леніна (10.01.1944);
- два ордени Червоного Прапора (14.02.1943; 25.08.1944);
- орден Вітчизняної війни І ст. (11.03.1985);
- орден Кутузова ІІ ст. (06.04.1945);
- орден Червоної Зірки (6.11.1947);
- медаль «За бойові заслуги» (21.02.1945)
- медаль «За оборону Радянського Заполяр'я» (1944)
- медаль «За взяття Берліна» (1945)
- медаль «За визволення Праги» (1945)
- медаль «За перемогу над Німеччиною у Великій Вітчизняній війні 1941—1945 рр.» (1945)
- медалі.